# أبطال البانزر
أبطال البانزر هو مصطلح معاصر يستخدم في الثقافة الشعبية الناطقة باللغة الإنجليزية لوصف قادة وأطقم الدبابات الألمانية (بانزر) البارعون والناجحون للغاية خلال الحرب العالمية الثانية. على الرغم من عدم انتشارها في الحرب العالمية الثانية داخل فيرماخت، فقد كان من الشائع في فافن إس إس مكافأة أفرادها الأكثر نجاحًا، حيث كانت منظمة قوات الأمن الخاصة النازية أكثر انسجامًا مع متطلبات الدعاية لألمانيا النازية. يرجع الفضل لهؤلاء القادة في تدمير أعداد كبيرة من الدبابات والعربات المدرعة الأخرى. لم يعترف الجيشان البريطاني والأمريكي بأي من قادة دباباتهم بسبب «عمليات قتل الدبابات»، على الرغم من أن بعضهم كانوا مسؤولين أيضًا عن تدمير عدد كبير من دبابات العدو.
أصبح مصطلح «بانزر الآس» بارزًا في الثقافة الشعبية المعاصرة، خصوصًا في الولايات المتحدة أو كجزء من صور تمحيص لافن-سي سي في اللغة الإنجليزية الميليتاريا والتاريخ الشعبي. يظهر هذا المصطلح بشكل بارز في الترجمات الإنجليزية للأعمال التي كتبها مؤلف الخيال الألماني فرانز كوروفسكي. تركز سيرته الذاتية غير التاريخية في سلسلة أبطال البانزر على قادة الدبابات المزخرفة للغاية، مثل مايكل ويتمان وفرانز بايك.
في السنوات الأخيرة، قام المؤرخ الألماني سونكه نايتزيل والمؤرخ العسكري الأمريكي ستيفن زالوجا، بفحص الأداء القتالي لأطقم الدبابات الألمانية المزخرفة للغاية خلال الحرب. يجادل زالوغا بأن «بانزر آيس» هو تصور رومانسي للواقع ممزوج بالدعاية، لأنه ليس من الممكن تحديد «قتل الدبابات» بشكل صحيح في خضم المعركة ولا فصل الأداء الفردي عن الميزة التكنولوجية أو ميزة ساحة المعركة. في المقابل، يقول المؤرخ البريطاني روبرت كيرشو أن العدد الكبير من الدبابات التي دمرها بعض القادة الألمان يمكن أن يعزى إلى المهارات التي اكتسبوها خلال سنوات القتال.